# Daniil Palomnik

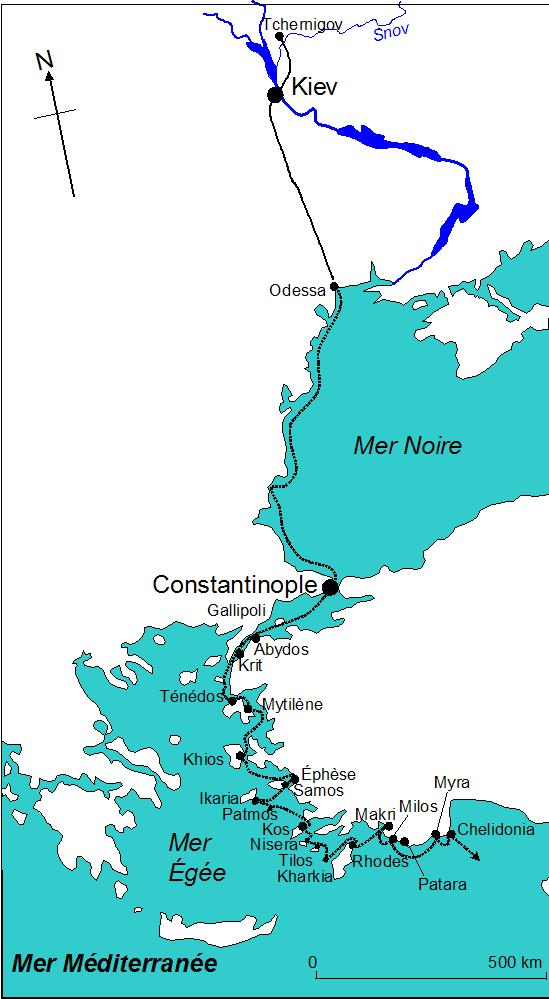
Itinerario dell'Igumeno Daniele nel suo pellegrinaggio fino alla Terra santa

Daniil Palomnik (in russo Даниил Паломник?), in italiano "Danilo il Viaggiatore" o "Danilo il Pellegrino", detto anche Daniil Igumeno (l'abate) (seconda metà dell'XI secolo – prima metà del XII secolo) è stato un monaco cristiano e scrittore russo, ricordato per essere stato il primo pellegrino in Terrasanta proveniente dalla Rus' di Kiev, nonché uno dei primi autori in lingua russa, poiché scrisse il resoconto del proprio viaggio, l'Itinerario in Terra Santa (Choženija Daniila russkyja zemli igumena, lett. "Viaggio di Daniil igumeno della terra russa"), uno dei primi esempi di letteratura russa.